# Calocheiridius beieri
Espèce
Synonymes
- Minniza beieri Murthy, 1960

Calocheiridius beieri est une espèce de pseudoscorpions de la famille des Olpiidae.

## Distribution
Cette espèce est endémique du Tamil Nadu en Inde. Elle se rencontre vers Chennai.

## Systématique et taxinomie
Cette espèce a été décrite sous le protonyme Minniza beieri par Murthy en 1960. Elle est placée dans le genre Calocheiridius par Beier en 1967.

## Étymologie
Cette espèce est nommée en l'honneur de Max Beier.

## Publication originale
- Murthy, 1960 : On two new species of Pseudoscorpions from Madras. Bulletin of Entomology, Madras, vol. 1, p. 28-31.